# Caeleb Dressel
Pour les articles homonymes, voir Dressel.
Caeleb Remel Dressel, né le 16 août 1996 à Green Cove Springs en Floride, est un nageur américain, spécialiste du sprint en nage libre et en papillon. C'est une star de la natation grâce notamment à sa comparaison avec la légende Michael Phelps, considéré comme le plus grand nageur de l'histoire.
Il est double champion olympique avec les relais américains aux Jeux de Rio 2016, et remporte cinq médailles d'or aux Jeux de Tokyo 2020 dont les titres individuels des 50 m et 100 m nage libre, ainsi que du 100 m papillon. Il totalise également treize médailles d'or en deux éditions des championnats du monde, 2017 et 2019.

## Biographie
Caeleb Dressel découvre la natation à l'âge de 4 ans, alors qu'il a été inscrit dans le club local par ses parents. Il refuse initialement d'y aller, préférant le football, et change d'avis après ses premières victoires.
Il remporte la médaille d'or du relais 4 × 100 mètres nage libre aux Jeux olympiques d'été de 2016 à Rio de Janeiro avec Michael Phelps, Ryan Held et Nathan Adrian. Il est également médaillé d'or du 4 × 100 m quatre nages, ayant participé aux séries pour les États-Unis, qui remportent la finale. 
Pour ses premiers championnats du monde, à Budapest en 2017, il remporte sept titres, dont trois lors d'un même après-midi en moins de deux heures : jamais un tel exploit n'avait été réalisé lors d'une compétition de ce niveau. En 2019, à l'occasion des championnats du monde de Gwangju, il remporte six titres, ainsi que deux médailles d’argent en relais.
À 24 ans, il établit le record du monde du 100 mètres 4 nages lors des demi-finales de l'International Swimming League 2020 à Budapest, et devient ainsi le premier homme à franchir la barre des 50 secondes sur cette distance (49 s 88).
Le 21 novembre 2020, Caeleb Dressel bat deux nouveaux records du monde en petit bassin au cours de la finale de l'International Swimming League : le même jour, il bat le record du 100 m papillon en 47 s 78 et celui du 50 m en 20 s 16.
Le 22 novembre 2020, toujours au cours de la finale de l'International Swimming League, Caeleb Dressel bat le record du monde du 100 m 4 nages en petit bassin en 49 s 28. Portée par ses performances, son équipe des Cali Condors remporte la deuxième édition de l'ISL.
Il vise six médailles d'or aux Jeux olympiques de Tokyo 2021. Après ses victoires sur 100 m nage libre, 100 m papillon, et sur le relais 4 × 100 m avec les États-Unis, il remporte le 1er août 2021 deux titres supplémentaires, s'imposant en finale du 50 m nage libre, puis dans le relais 4 × 100 m 4 nages. Sur 100 m papillon, il établit un nouveau record du monde en 49 s 45 puis termine sur un autre record du monde avec ses coéquipiers dans le 4 × 100 m 4 nages en 3 min 26 s 78.
En novembre 2021, il annonce changer d'entraineur et quitter Gregg Troy pour rejoindre Anthony Nesty et Stephen Jungbluth tout en restant à l'université de Floride.
Lors des Mondiaux 2022 de Budapest, il remporte le premier jour le titre mondial du relais 4 x 100 mètres nage libre. Le lendemain, il gagne le titre du 50 mètres papillon. Deux jours plus tard, il quitte ces championnats après avoir réalisé le deuxième temps des séries du 100 mètres nage libre. Il explique plusieurs semaines plus tard avoir eu des problèmes de santé mentale.
Après plusieurs mois hors des bassins, Caeleb Dressel décide de reprendre l'entraînement progressivement à partir de la fin du mois de février 2023. Aux championnats des États-Unis, il montre avoir retrouvé l'envie de nager mais ses performances ne parviennent pas à le qualifier pour les Mondiaux de Fukuoka,.
Lors des sélections américaines qualificatives pour les Jeux olympiques de Paris 2024, Dressel parvient à se qualifier sur 50 mètres nage libre et 100 mètres papillon. Sa troisième place sur 100 mètres nage libre l'empêche de pouvoir défendre son titre olympique sur cette distance mais lui permet d'intégrer le relais 4 x 100 m nage libre olympique.

## Palmarès

### Jeux olympiques
| Édition    | Épreuve         | Épreuve          | Épreuve                      | Épreuve              | Épreuve                | Épreuve                      |
| Édition    | 50 m nage libre | 100 m nage libre | 100 m papillon               | 4 x 100 m nage libre | 4 × 100 m quatre nages | 4 x 100 m quatre nages mixte |
| Rio 2016   |                 | 6e 48 s 02       |                              | Or 3 min 9 s 92      | Or 3 min 27 s 95 RO    |                              |
| Tokyo 2020 | Or 21 s 07 RO   | Or 47 s 02 RO    | Or 49 s 45 RM                | Or 3 min 8 s 97      | Or 3 min 26 s 78 RM    |                              |
| Paris 2024 | 6e 21 s 61      |                  | 13e des demi-finales 51 s 57 | Or 3 min 9 s 28      | Argent 3 min 28 s 01   | Or 3 min 37 s 43 RM          |

### Championnats du monde
| Édition       | Épreuve         | Épreuve               | Épreuve       | Épreuve        | Épreuve              | Épreuve                | Épreuve                    | Épreuve                      |
| Édition       | 50 m nage libre | 100 m nage libre      | 50 m papillon | 100 m papillon | 4 × 100 m nage libre | 4 × 100 m quatre nages | 4 × 100 m nage libre mixte | 4 × 100 m quatre nages mixte |
| Budapest 2017 | Or 21 s 15      | Or 47 s 17            | -             | Or 49 s 86     | Or 3 min 10 s 06     | Or 3 min 27 s 91       | Or 3 min 19 s 60           | Or 3 min 38 s 56             |
| Gwangju 2019  | Or 21 s 04      | Or 46 s 96            | Or 22 s 35    | Or 49 s 66     | Or 3 min 9 s 06      | Argent 3 min 28 s 45   | Or 3 min 19 s 40           | Argent 3 min 39 s 10         |
| Budapest 2022 | -               | 2e des séries 47 s 95 | Or 22 s 57    | -              | Or 3 min 9 s 34      | -                      | -                          | -                            |

#### En petit bassin
- Championnats du monde 2018 à Hangzhou (Chine) :
  -  Médaille d'or du 100 m nage libre.
  -  Médaille d'or du relais 4 × 50 m nage libre.
  -  Médaille d'or du relais 4 × 100 m nage libre.
  -  Médaille d'or du relais 4 × 100 m quatre nages.
  -  Médaille d'or du relais 4 × 50 m nage libre mixte.
  -  Médaille d'or du relais 4 × 50 m quatre nages mixte.
  -  Médaille d'argent du 50 m nage libre.
  -  Médaille d'argent du 100 m papillon.
  -  Médaille d'argent du relais 4 × 50 m quatre nages.